# Timorijsvogel
De timorijsvogel (Todiramphus australasia) is een vogel uit de familie Alcedinidae (ijsvogels). De vogel werd in 1818 door Louis Jean Pierre Vieillot als Alcedo australasia geldig beschreven.

## Verspreiding en leefgebied
Deze soort komt voor op de Kleine Soenda-eilanden en Timor en telt drie ondersoorten:
- T. a. australasia: de westelijke en centrale Kleine Soenda-eilanden
- T. a. dammerianus: de oostelijke Kleine Soenda-eilanden.
- T. a. odites: de Tanimbar-eilanden.

## Status
De grootte van de populatie is in 2022 geschat op 12.000-18.000 volwassen vogels. Op de Rode lijst van de IUCN heeft deze soort de status niet bedreigd.